# Theodore P. Gilman

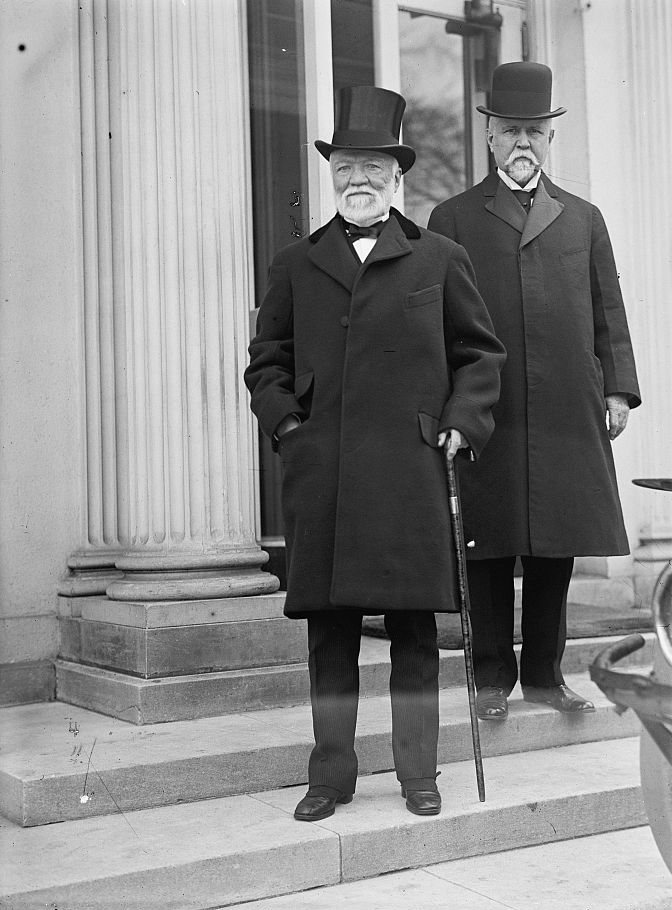
Theodore P. Gilman mit dem amerikanischen Tycoon Andrew Carnegie (1914)

Theodore P. Gilman (* 2. Januar 1841 in Alton, Illinois; † 9. August 1930) war ein US-amerikanischer Bankier und Politiker.

## Werdegang
Theodore P. Gilman, Sohn von Abia Swift Lippincott und Winthrop Sargent Gilman (1808–1884), wurde während der Wirtschaftskrise von 1837 im Madison County geboren. Seine Kindheit war vom Mexikanisch-Amerikanischen Krieg überschattet. Über seine Jugendjahre ist nichts weiter bekannt. Er graduierte 1862 während des Bürgerkrieges am Williams College in Williamstown (Massachusetts), wo er Mitglied der Kappa Alpha Society war, und 1865 mit einem Master of Arts. Er heiratete Elizabeth Drinker Paxson (um 1843–1912), Tochter von Samuel Canby Paxson. Das Paar hatte einen Sohn namens Theodore P. Gilman junior (* 1873).
Gilman verfolgte eine Bankierlaufbahn. In den 1870er Jahren beteiligte er sich an der Finanzierung von Eisenbahnlinien im Mittleren Westen, insbesondere der Quincy, Missouri and Pacific Railroad. In den 1880er und 1890er Jahren half er bei der Erweiterung dieser Eisenbahnlinie, die zur Quincy, Omaha and Kansas City Railroad wurde. Er agierte für den Unternehmer aus Kansas City Arthur Stilwell, dem Vorsitzenden der Kansas City, Pittsburgh and Gulf Railroad (heute als Kansas City Southern Railway bekannt), die sogenannten northern properties zu finanzieren. Als Folge davon wurde eine Eisenbahnverbindung zwischen Kansas City, Omaha und Quincy etabliert. Gilman verließ 1897 den Vorstand, als es zu einer Meinungsverschiedenheit mit Stilwell betreffend den Bau bestimmter Eisenbahnnebenstrecken kam. Gilman City (Missouri) war ein Immobilienprojekt, welches an der Eisenbahnstrecke der Quincy, Omaha & Kansas City Railroad lag. Die Town wurde nach Gilman benannt.
1894 wurde er wegen Betrugs verhaftet, da er Anteile an der Port Jervis Brewery veräußert hatte, bei der er Präsident gewesen war. Das Unternehmen war zu jenem Zeitpunkt bereits zahlungsunfähig und ein Konkursverwalter eingesetzt.
Gilman kehrte nach New York zurück und ging seinen Bankgeschäften nach. 1898 veröffentlichte er A Graded Banking System (Boston and New York, Houghton Mifflin).
Von 1899 bis 1900 war er First Deputy Comptroller. Nach dem Tod von William J. Morgan im September 1900 wurde Gilman zum New York State Comptroller ernannt, um die Vakanz bis zum Ende des Jahres zu füllen. 1901 wurde er erneut zum First Deputy Comptroller ernannt. Am 15. Januar 1903 trat von seinem Posten zurück, um Präsident der General Electric Inspection Company zu werden.
1903 veröffentlichte er einen 17-seitigen Artikel, The Clearing-House System, in The Journal of Political Economy (Band 12, Nr. 2, S. 208–224, März 1904). Im Allgemeinen wird dies als der Originalplan für die Schaffung des Federal Reserve System angesehen.
Der Kunsthistoriker und Museumskurator Benjamin Ives Gilman (1852–1933) war sein Bruder.